# Gabrovec pri Dramljah
Gabrovec pri Dramljah je naselje u slovenskoj Općini Vojniku. Gabrovec pri Dramljah se nalazi u pokrajini Štajerskoj i statističkoj regiji Savinjskoj. 

## Stanovništvo
Prema popisu stanovništva iz 2002. godine naselje je imalo 30 stanovnika.